# Formula TT 1986
Die Formula-TT-Saison 1986 war die zehnte in der Geschichte der Formula TT und wurde von der Fédération Internationale de Motocyclisme als offizielle Weltmeisterschaft ausgeschrieben.
In der TT-F1-Klasse wurden sieben und in der TT-F2-Klasse drei Rennen ausgetragen.

## Punkteverteilung
| Punktewertung | Punktewertung | Punktewertung | Punktewertung | Punktewertung | Punktewertung | Punktewertung | Punktewertung | Punktewertung | Punktewertung | Punktewertung |
| ------------- | ------------- | ------------- | ------------- | ------------- | ------------- | ------------- | ------------- | ------------- | ------------- | ------------- |
| Platz         | 1             | 2             | 3             | 4             | 5             | 6             | 7             | 8             | 9             | 10            |
| Punkte        | 15            | 12            | 10            | 8             | 6             | 5             | 4             | 3             | 2             | 1             |

In die Wertung kamen alle erzielten Resultate.

## Wissenswertes
- Die Formula TT wurde 1986 letztmals in zwei Klassen ausgeschrieben.
  - In der TT-F1-Klasse waren Viertakter von 600 bis 1000 cm³ Hubraum und Zweitakter mit Hubräumen von 350 bis 500 cm³ erlaubt.
  - In der TT-F2-Klasse waren Viertakter von 400 bis 600 cm³ Hubraum und Zweitakter mit Hubräumen von 250 bis 350 cm³ erlaubt.
- Das Rennen in den Niederlanden wurde im Rahmen des Motorrad-WM-Laufes der Dutch TT ausgetragen.

## TT-F1-Klasse

### Rennergebnisse
|   | Datum         | Rennen                | Strecke         | Platz 1           | Platz 2          | Platz 3          |
| - | ------------- | --------------------- | --------------- | ----------------- | ---------------- | ---------------- |
| 1 | 06.04.        | Italien               | Misano          | Marco Lucchinelli | Anders Andersson | Rob Phillis      |
| 2 | 04.05.        | Deutschland           | Hockenheim      | Joey Dunlop       | Paul Iddon       | Anders Andersson |
| 3 | 31.05.–06.06. | 68. Isle of Man TT    | Mountain Course | Joey Dunlop       | Geoff Johnson    | Andy McGladdery  |
| 4 | 23.–28.06.    | 56. Dutch TT          | Assen           | Joey Dunlop       | Kevin Schwantz   | Paul Iddon       |
| 5 | 13.07.        | Spanien               | Jerez           | Paul Iddon        | Graeme McGregor  | Neil Robinson    |
| 6 | 20.07.        | Portugal              | Vila Real       | Joey Dunlop       | Paul Iddon       | Anders Andersson |
| 7 | 03.08.        | Finnland              | Imatra          | Joey Dunlop       | Paul Iddon       | Neil Robinson    |
| 8 | 10.08.        | 57. Ulster Grand Prix | Dundrod         | Neil Robinson     | Joey Dunlop      | Andy McGladdery  |

### Fahrerwertung
| 1  | Joey Dunlop        | Honda 750               | 93 |
| 2  | Paul Iddon         | Suzuki 750              | 61 |
| 3  | Anders Andersson   | Suzuki 750              | 58 |
| 4  | Neil Robinson      | Suzuki 750              | 41 |
| 5  | Andy McGladdery    | Suzuki 750              | 26 |
| 6  | Graeme McGregor    | Suzuki 750 / Ducati 750 | 22 |
| 7  | Marco Lucchinelli  | Ducati 750              | 19 |
| 8  | Kenny Irons        | Yamaha 750              | 16 |
| 9  | Patrick Bettendorf | Honda 750               | 16 |
| 10 | Phil Mellor        | Yamaha 500 / Suzuki 750 | 14 |
| 11 | Geoff Johnson      | Honda 750               | 12 |
| 12 | Kevin Schwantz     | Suzuki 500              | 12 |
| 13 | John Weeden        | Suzuki 500              | 12 |
| 14 | Mario Rubatto      | Suzuki 750              | 11 |
| 15 | Rob Phillis        | Suzuki 750              | 10 |
| 16 | Henrik Ottosen     | Yamaha 750              | 8  |
| 17 | Jari Suhonen       | Yamaha 750              | 7  |
| 18 | Trevor Nation      | Suzuki 750              | 7  |
|    | Glen Williams      | Suzuki 750              | 7  |

| 20 | Walter Cussigh             | Ducati 750   | 6 |
|    | Sam McClements             | Suzuki 750   | 6 |
| 22 | Christian Monsch           | Honda 750    | 6 |
|    | Michael Galinski           | Yamaha 750   | 6 |
| 24 | Ernst Gschwender           | Suzuki 750   | 5 |
|    | Jorge Cavestany            | Yamaha 750   | 5 |
| 26 | Patrick Orban              | Kawasaki 750 | 4 |
|    | Martin Decker              | Yamaha 750   | 4 |
|    | Christian van Nieuwenhuyse | Suzuki 750   | 4 |
| 29 | Peter Rubatto              | Suzuki 750   | 4 |
|    | Klaus Klein                | Suzuki 750   | 4 |
| 31 | Bernd Caspers              | Suzuki 750   | 3 |
|    | Gary Padgett               | Suzuki 500   | 3 |
|    | Patrick Loser              | Honda 750    | 3 |
| 34 | Toni Moran                 | Yamaha 750   | 2 |
|    | Bodo Schmidt               | Yamaha 750   | 2 |
|    | Franz Kaserer              | Suzuki 500   | 2 |
|    | Peter Lindén               | Honda 750    | 2 |
|    | Dave Griffith              | Suzuki 750   | 2 |
|    | Eric Bragard               | Suzuki 750   | 1 |

## TT-F2-Klasse

### Rennergebnisse
|   | Datum         | Rennen                | Strecke         | Platz 1         | Platz 2         | Platz 3       |
| - | ------------- | --------------------- | --------------- | --------------- | --------------- | ------------- |
| 1 | 31.05.–06.06. | 68. Isle of Man TT    | Mountain Course | Brian Reid      | John Weeden     | Neil Tuxworth |
| 2 | 13.07.        | Spanien               | Jerez           | Graeme McGregor | Jorge Cavestany | Des Barry     |
| 3 | 10.08.        | 57. Ulster Grand Prix | Dundrod         | Eddie Laycock   | Brian Reid      | Steve Hislop  |

### Fahrerwertung
| 1  | Brian Reid      | Yamaha 350   | 31 |
| 2  | Eddie Laycock   | Yamaha 350   | 26 |
| 3  | Graeme McGregor | Ducati 600   | 18 |
| 4  | John Weeden     | Yamaha 350   | 17 |
| 5  | Steve Hislop    | Yamaha 350   | 15 |
| 6  | Jorge Cavestany | Yamaha 350   | 12 |
| 7  | Des Barry       | Yamaha 350   | 12 |
| 8  | Neil Tuxworth   | Yamaha 350   | 10 |
| 9  | Toni Moran      | Ducati 600   | 10 |
| 10 | Ray Swann       | Kawasaki 600 | 8  |

|    | Mark Westmorland    | Yamaha 350 | 8 |
| 12 | Tony Head           | Yamaha 350 | 6 |
|    | Ian Lougher         | Yamaha 350 | 6 |
| 14 | Steve Williams      | Yamaha 350 | 5 |
| 15 | Chris Faulkner      | Yamaha 350 | 4 |
| 16 | Bob Heath           | Yamaha 350 | 3 |
|    | Richard Peers-Jones | Yamaha 350 | 3 |
|    | Mal Carter          | Yamaha 350 | 2 |
|    | Andres Fernández    | Yamaha 350 | 1 |
|    | Robert Dunlop       | Yamaha 350 | 1 |